# Bulgarije op de Olympische Winterspelen 1956
Tijdens de Olympische Winterspelen van 1956, die in Cortina d'Ampezzo (Italië) werden gehouden, nam Bulgarije voor de vierde keer deel.

## Deelnemers en resultaten

### Alpineskiën
| Olympiër         | Discipline       | Resultaat | Prestatie                      |
| ---------------- | ---------------- | --------- | ------------------------------ |
| Petar Angelov    | afdaling (m)     | 27e       | 3.38,5 (+46,3)                 |
| Petar Angelov    | reuzenslalom (m) | 44e       | 3.40,0 (+39,9)                 |
| Petar Angelov    | slalom (m)       | 32e       | 4.16,2 (+1.01,5) 1.49,1+2.27,1 |
| Georgi Dimitrov  | afdaling (m)     | 18e       | 3.18,1 (+25,9)                 |
| Georgi Dimitrov  | reuzenslalom (m) | 34e       | 3.28,9 (+28,8)                 |
| Georgi Dimitrov  | slalom (m)       | 13e       | 3.35,9 (+21,2) 1.35,2+2.00,7   |
| Georgi Varosjkin | afdaling (m)     | 24e       | 3.30,0 (+37,8)                 |
| Georgi Varosjkin | reuzenslalom (m) | 41e       | 3.33,9 (+33,8)                 |
| Georgi Varosjkin | slalom (m)       | dq        | diskwalificatie                |

### Langlaufen
| Olympiër         | Discipline | Resultaat | Prestatie        |
| ---------------- | ---------- | --------- | ---------------- |
| Christo Dontsjev | 30 km (m)  | 43e       | 2:02.10 (+18.04) |
| Christo Dontsjev | 50 km (m)  | 26e       | 3:26.06 (+35.39) |
| Zacharin Grivev  | 15 km (m)  | 54e       | 58.11 (+8.32)    |
| Zacharin Grivev  | 30 km (m)  | 44e       | 2:03.21 (+19.15) |
| Dimitri Petrov   | 15 km (m)  | 53e       | 57.53 (+8.14)    |
|                  |            |           |                  |
| Marija Dimova    | 10 km (v)  | 34e       | 45.52 (+7.41)    |

Australië · België · Bolivia · Bulgarije · Canada · Chili · Duits eenheidsteam · Finland · Frankrijk · Griekenland · Groot-Brittannië · Hongarije · IJsland · Iran · Italië · Japan · Joegoslavië · Libanon · Liechtenstein · Nederland · Noorwegen · Oostenrijk · Polen · Roemenië ·  Sovjet-Unie · Spanje · Tsjecho-Slowakije · Turkije · Verenigde Staten · Zuid-Korea · Zweden · Zwitserland